# Comedias bárbaras
Comedias bárbaras és una trilogia d'obres de teatre de Ramón María del Valle-Inclán, integrada per Águila de blasón (1907), Romance de lobos (1908) i Cara de Plata (1923).

## Argument
El fil conductor se situa en la història de la saga dels Montenegro, en la Galícia del segle xix, encapçalada pel patriarca Juan Manuel i que troba continuació en els seus cinc fills, entre els quals sobresurt el sobrenomenat Cara de Plata.

## Cronologia
La cronologia narrativa no coincideix amb la data en què van ser escrites, de manera que Cara de Plata, l'última publicada, és la que literàriament comença la història, que conclou amb Romance de lobos.

## Representacions
La tres obres únicament s'han representat dues vegades de forma conjunta, en 1991 al Teatro María Guerrero, amb direcció de José Carlos Plaza i José Luis Pellicena en el paper de Juan Manuel, Toni Cantó, Mari Carmen Prendes, Pilar Bayona, Fernando Chinarro, Antonio Iranzo, Berta Riaza, Mónica Cano, Jorge Roelas. En aquest cas, les obres es van interpretar íntegres.
En 2003, Bigas Luna va fer una adaptació, superposant les peces i retallades en hora i mitja. Va estar interpretada per Juan Luis Galiardo en el paper de Juan Manuel, Sergio Peris Mencheta, Pedro Casablanc i Carmen del Valle, entre d'altres.
Entre els actors que han interpretat el personatge de Juan Manuel Montenegro en els diferents muntatges de qualsevol de les tres obres figuren Francisco García Ortega (1907), Antonio Casas (1966), Luis Prendes (1967), Alfredo Alcón (1970), José Bódalo (1970), Fernando Rey (1974), José Luis Pellicena (1991), Juan Luis Galiardo (2003), Chete Lera (2005) i Manuel de Blas (2005). Per part seva, el paper de Cara de Plata ha estat encarnat, entre d'altres, per Vicente Parra (1967), Víctor Valverde (1974), Toni Cantó (1991), Sergio Peris Mencheta (2003) i Jesús Noguero (2005)